# هجمات لاهور 2009
هجمات لاهور كانت تفجيرين بالقنابل وإطلاق نار في سوق مزدحمة في لاهور، باكستان في 7 ديسمبر 2009. قُتل ما لا يقل عن 54 شخصًا وأصيب حوالي 150 آخرين.

## الهجمات
وقعت الانفجارات في سوق القمر في بلدة العلامة إقبال في لاهور في وقت متأخر من الليل. وانفجرت إحدى القنابل أمام البنك التجاري الإسلامي والثانية أمام سوق فيصل عرفان للمجوهرات. أدى الانفجاران اللذان كانا يفصل كل منهما عن الآخر 30 ثانية إلى اندلاع حريق في المحال التجارية في السوق. وقع الهجوم حوالي الساعة 9:00 مساءً بالتوقيت المحلي وضرب ركنًا من السوق حيث كانت النساء تشتري الملابس. وبعد الانفجارات أطلق المسلحون النار على الفارين من المكان. وكان معظم الضحايا من النساء. وقع الانفجار الثانى بالقرب من عمود كهرباء وتسبب في حدوث ماس كهربائى يعتقد انه ادى إلى الحريق.

## الرواية
بعد التحقيقات الأولية، صرح ضابط الدفاع المدني مظهر أحمد أنه يبدو أن كلا التفجيرين نتجا عن عملية انتحارية. وتشير التقارير الأولية إلى أن المفجرين يبلغان من العمر حوالي 18 عامًا ومن جنوب البنجاب. أرسل مكتب التحقيقات الفيدرالي فريقا إلى السوق قام بجمع عينات من المتفجرات وأدلة أخرى من الموقع.
انتشرت نظريات المؤامرة على نطاق واسع بعد الهجمات بأن الهند والولايات المتحدة كانتا وراء العنف وأثار المسؤولون الحكوميون هذا التصور. لكن المحلل حسن عسكري رضوي رفض هذه النظريات وذكر أن فكرة أن الهند قد تكون وراء الهجمات الإرهابية هي «تصور مشترك على نطاق واسع، ولكن لا يوجد أي دليل يثبت ذلك. لقد هاجموا [المسلحون] المدنيين في الماضي. أعتقد أن الحكومة تخلق هذا الارتباك بوعي».

## روابط خارجية
- إرهابيون يستهدفون سوقا في لاهور[وصلة مكسورة]، داون
- 20 جريحا في انفجارين في لاهور